# Ad-Dachla
Ad-Dachla, Ad-Dakhla, arab. الداخلة (do 1976 Villa Cisneros) – miasto w Saharze Zachodniej, na półwyspie Yala, nad Oceanem Atlantyckim. Znajduje się około 450 km na południe od hiszpańskich Wysp Kanaryjskich. Według marokańskiego podziału administracyjnego miasto jest stolicą regionu Ad-Dachla-Wadi az-Zahab. Po Al-Ujun jest to drugie co do wielkości miasto Sahary Zachodniej.
Miasto zostało założone przez Hiszpanów w 1884 roku. Do głównych gałęzi przemysłu zalicza się połów i przetwórstwo ryb. Zwiększa się również znaczenie turystyki. W pobliżu wydobywa się sól (saliny).

## Transport
Miasto jest obsługiwane przez port lotniczy Ad-Dachla, z połączeniami lotniczymi z Gran Canaria w hiszpańskich Wyspach Kanaryjskich oraz kilkoma miastami marokańskimi.

## Sport
W mieście funkcjonuje klub piłkarski Mouloudia Dakhla, grający na stadionie Stade Mouloudia Dakhla.

## Galeria

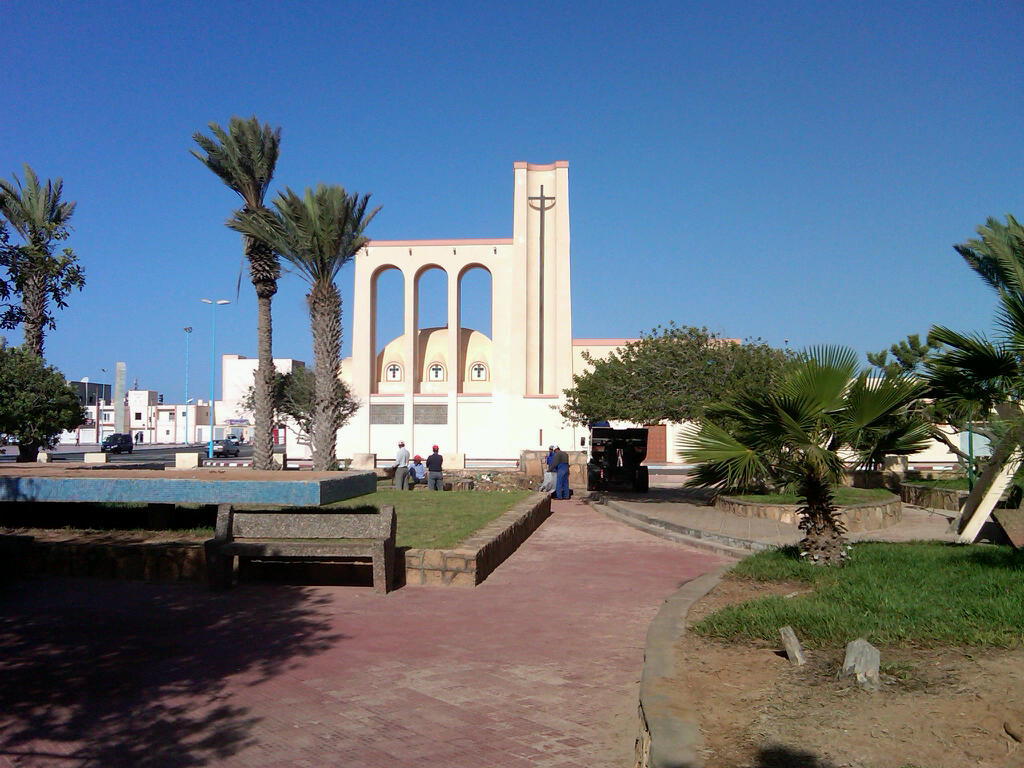
Kościół katolicki w mieście
Windsurfer w wodach przybrzeżnych
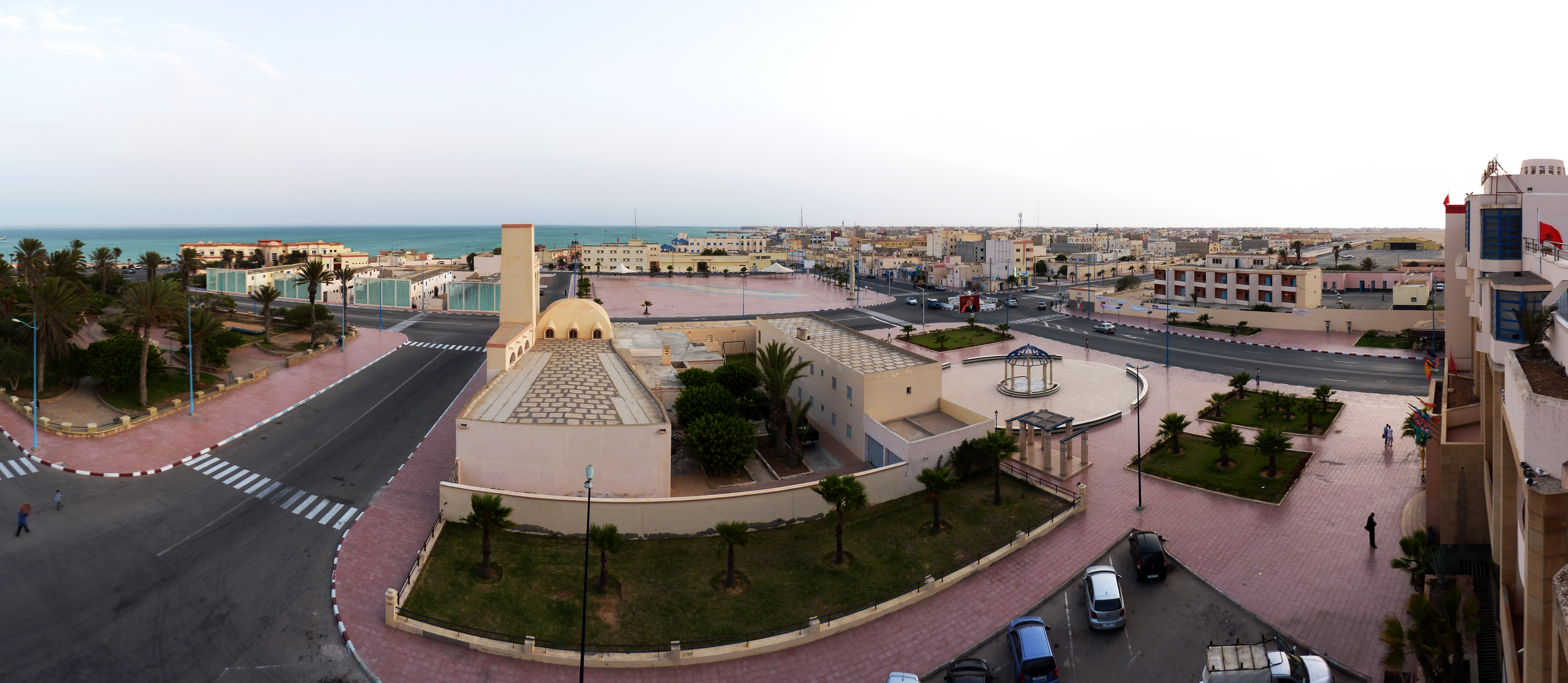
Widok na przybrzeżną część miasta

## Klimat
Dachla leży w strefie klimatu subtropikalnego pustynnego.
| Miesiąc                          | Sty  | Lut  | Mar  | Kwi  | Maj  | Cze  | Lip  | Sie  | Wrz  | Paź  | Lis  | Gru  | Roczna |
| -------------------------------- | ---- | ---- | ---- | ---- | ---- | ---- | ---- | ---- | ---- | ---- | ---- | ---- | ------ |
| Średnie temperatury w dzień [°C] | 21.7 | 22.9 | 23.4 | 23.4 | 23.9 | 25.0 | 25.6 | 26.7 | 26.7 | 26.7 | 25.0 | 22.2 | 24,4   |
| Średnie dobowe temperatury [°C]  | 17.4 | 18.4 | 19.2 | 19.5 | 20.0 | 21.0 | 22.0 | 22.8 | 23.0 | 22.5 | 21.0 | 18.2 | 20,4   |
| Średnie temperatury w nocy [°C]  | 13.2 | 13.9 | 15.0 | 15.6 | 16.1 | 17.1 | 18.4 | 18.9 | 19.4 | 18.3 | 17.1 | 14.3 | 16,4   |
| Opady [mm]                       | 2    | 1    | 1    | 0    | 1    | 0    | 2    | 4    | 14   | 3    | 4    | 13   | 45     |
| Źródło: climate-data.org         |      |      |      |      |      |      |      |      |      |      |      |      |        |

| Sty | Lut | Mar | Kwi | Maj | Cze | Lip | Sie | Wrz | Paź | Lis | Gru | Rok |
| --- | --- | --- | --- | --- | --- | --- | --- | --- | --- | --- | --- | --- |
| 19  | 18  | 19  | 19  | 20  | 20  | 20  | 21  | 23  | 22  | 21  | 20  | 20  |